# ビスカルギ山
ビスカルギ山（バスク語、Bizkargi）は、スペイン・バスク州ビスカヤ県にある山。標高は555 m。ブトロン川の源流が存在する。

## 地理
山頂の座標は北緯43度16分32秒、西経2度44分27秒。
北側斜面からは、北西の方向へと流れて大西洋へと直接注ぎ込むブトロン川が流れ出している。ブトロン川とは別に、同じく大西洋へと直接注ぎ込むオカ川の支流もビスカルギ山付近から流れ出している。

## スペイン内戦の影響

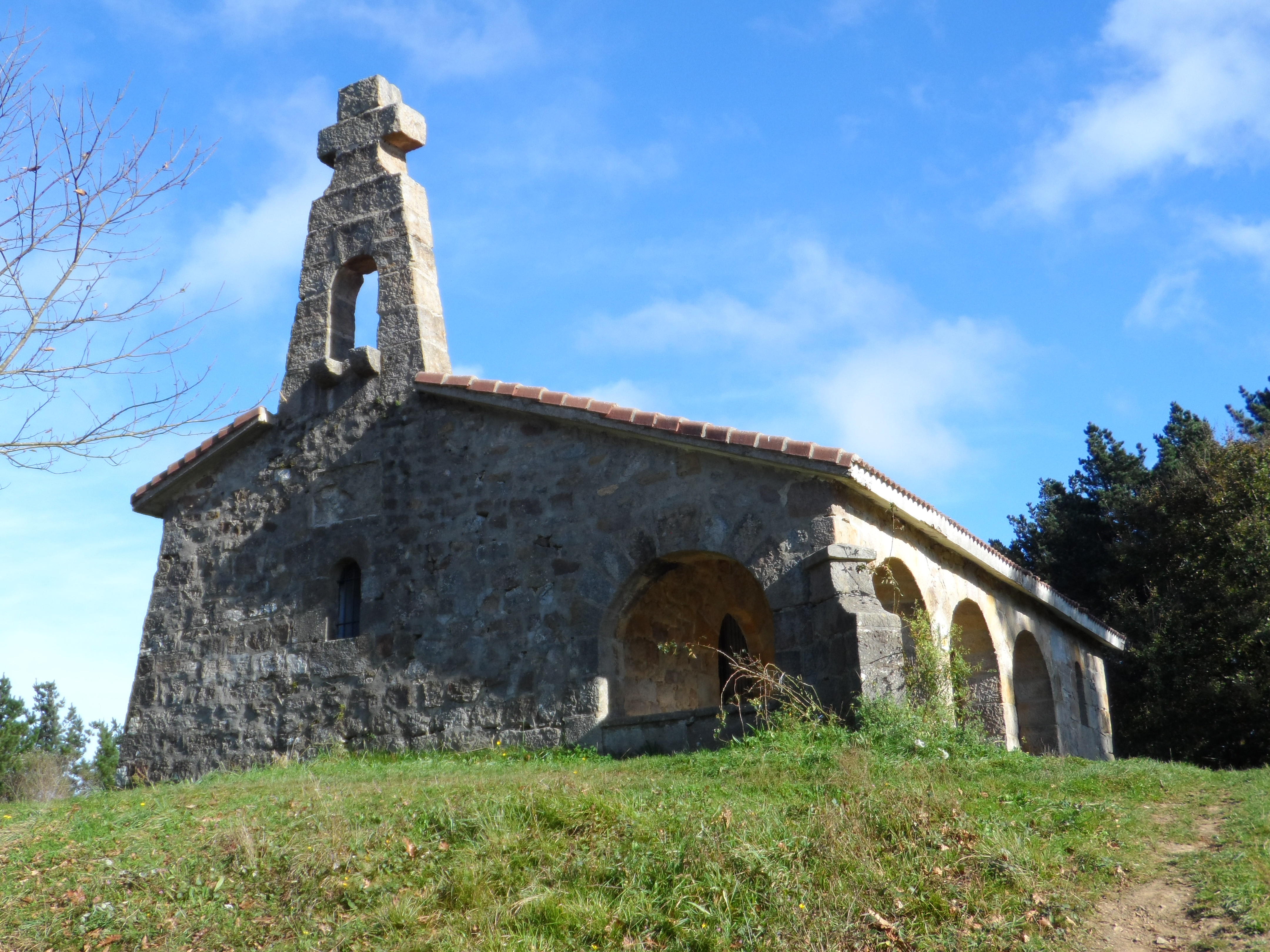
ビスカルギ山に建つ教会

1936年から1939年にかけてスペイン内戦が発生し、ビスカルギ山の教会は1937年に破壊された。
この内戦では近隣の町のアモレビエタ＝エチャノも破壊された。教会は内戦終了後の1942年に再建された。